# الکساندر لوچیک
الکساندر لوچیک (اوکراینی: Олександр Юрійович Лучик؛ زادهٔ ۳۰ مارس ۱۹۹۴) بازیکن فوتبال اهل اوکراین است.
از باشگاه‌هایی که در آن بازی کرده‌است می‌توان به باشگاه فوتبال ماریوپول اشاره کرد.
وی همچنین در تیم ملی فوتبال Ukraine-18 بازی کرده‌است.